# Xasay Həsənli
Xasay Faiq oğlu Həsənli (ur. 12 stycznia 2002) – azerski zapaśnik walczący w stylu klasycznym. 
Zajął dziewiąte miejsce na mistrzostwach Europy w 2021. Wygrał olimpijski festiwal młodzieży Europy w 2019. Drugi na MŚ U-23 w 2024 i trzeci w 2023. Pierwszy na ME U-23 w 2022 i 2024, drugi w 2023 i trzeci w 2025. Trzeci na ME juniorów w 2021 i kadetów w 2019 roku.